# Acris
Acris é um género de anfíbios anuros da família Hylidae. Está distribuído pela América do Norte.

## Espécies
| Nome binomial e autoridade      | Nome popular |
| ------------------------------- | ------------ |
| Acris blanchardi (Harper, 1947) | ?            |
| Acris crepitans (Baird, 1854)   | ?            |
| Acris gryllus (LeConte, 1825)   | ?            |